# Захват заложников при вторжении ХАМАС в Израиль
Захват заложников при вторжении ХАМАС в Израиль произошёл в рамках вторжения в Израиль из сектора Газа, совершённого террористической организацией ХАМАС утром 7 октября 2023 года, в праздничный день Шмини Ацерет. Нападение включало в себя резню во многих населённых пунктах вокруг сектора Газа, а также на музыкальном фестивале возле Реима. Террористы захватили 252 заложника, некоторые из которых были военными, а большинство — гражданскими лицами. Часть были иностранцами или обладали гражданством других стран, кроме Израиля. Похищенных вывезли в сектор Газа.
В ходе последовавшей войны Израиля с ХАМАС освобождено / спасено / найдено мёртвыми 175 человек. Из них 141 был освобождён живым (105 из них — в рамках первой сделки Израиля и ХАМАСа и 24 — в рамках второй сделки). Израильскими силами были найдены и возвращены из Газы тела 37 израильтян (как похищенные при нападении боевиков, так и тела погибших в заточении). Кроме этого, 3 заложника были по ошибке застрелены израильскими военными. Один заложник был освобождён в ходе переговоров с США.
На 12 мая 2025 года ХАМАС удерживал не менее 21 живого заложника из оставшихся 58 похищенных. В начале июня в Газе были найдены и доставлены в Израиль тела ещё трёх убитых заложников. В руках террористов осталось 55 заложников — живых и мёртвых. 11 июня были возвращены ещё 2 тела убитых заложников.

## Вторжение
7 октября 2023 года, около 6:30 утра, в праздничный день Шмини Ацерет, совпадающий в Израиле с праздником Симхат Тора, ХАМАС начал атаку на Израиль из сектора Газа. Атака включала в себя массированное вторжение в приграничные районы, нападения на базы ЦАХАЛа и перестрелки с силами безопасности, массовые убийства гражданских лиц Израиля, захват населённых пунктов и военных объектов. Наземная террористическая деятельность сопровождалась и поддерживалась непрерывным обстрелом Израиля тысячами ракет.

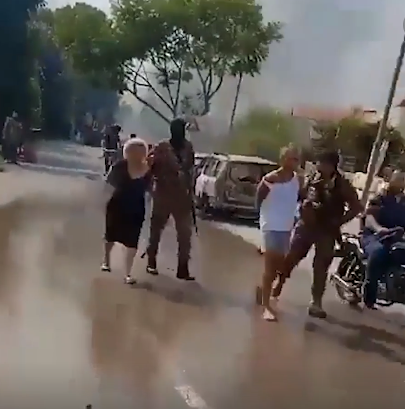
Боевики ХАМАС с захваченными заложниками в кибуце Беэри

## Захват заложников
Около 7:00 утра боевики ХАМАС, прорвав границу, вторглись в южные районы Израиля, устроив резню в Нахаль-Оз, Холит, Нир-Оз, Нетив-ха-Асара, Беэри и Кфар-Аза и других населённых пунктах. Они также устроили массовую резню на музыкальном фестивале возле Реима, ставшую крупнейшим терактом в истории Государства Израиль, убив 364 человека. Террористы похитили приблизительно 251 заложника, преимущественно гражданских лиц, включая стариков, женщин и детей, и вывезли в сектор Газа. 16 октября ХАМАС опубликовал видео с похищенной израильтянкой Майей Шем, также имеющей гражданство Франции, и заявил, что палестинские группировки удерживают в плену от 200 до 250 израильтян и лиц с двойным гражданством.
Некоторые из похищенных — граждане иностранных государств, включая США, Великобританию, Германию, Россию, Филиппины. Также были похищены более десяти граждан Таиланда, работавших в теплицах вокруг сектора Газа. Италия заявила, что 10 её граждан, включая годовалого младенца, были похищены в сектор Газа.

## Международное право
Правовед Стюарт Кейзи-Маслен из Женевской академии международного гуманитарного права и прав человека отметил, что взятие заложников прямо запрещено в соответствии с правом вооруженного конфликта и является военным преступлением. Оно также квалифицируется как международный терроризм в соответствии с Международной конвенцией о борьбе с захватом заложников 1979 года. Он утверждает, что Иран и Россия, будучи участниками этой конвенции, обязаны отдать под суд любого руководителя ХАМАС, обнаруженного на своей территории.

## Известные инциденты при похищении
Всемирно известной стала Шани Николь Лук, немецко-израильская татуировщица. После резни на музыкальном фестивале в сети было распространено видео, где она, неподвижная и раздетая до белья, перевозилась террористами в пикапе. Этот ролик, охарактеризованный экспертами по безопасности и комментаторами как пропаганда ХАМАСа в социальных сетях, стал одним из первых вирусных видеороликов войны Израиля против ХАМАСа. Дополнительное внимание к её делу было привлечено после того, как её мать, получив сообщение о том, что Лук жива и находится в больнице Газы, обратилась к правительству Германии с просьбой о помощи. После этого, по данным немецких властей, Лук была причислена к восьми гражданам Германии, похищенным боевиками ХАМАС. Однако позже выяснилось, что она была убита; 30 октября МИД Израиля подтвердил её гибель. Президент Израиля Ицхак Герцог сообщил, что Шани Лук была обезглавлена.

Другим известным инцидентом стало похищение молодой пары Авинатана Ора и Ноа Аргамани, которые участвовали в вечеринке возле Реима и были засняты на видео, когда их уводили в Газу боевики, после того, как всплыли их переписки в WhatsApp с просьбами о помощи из своего убежища, начиная с 8:10 утра.

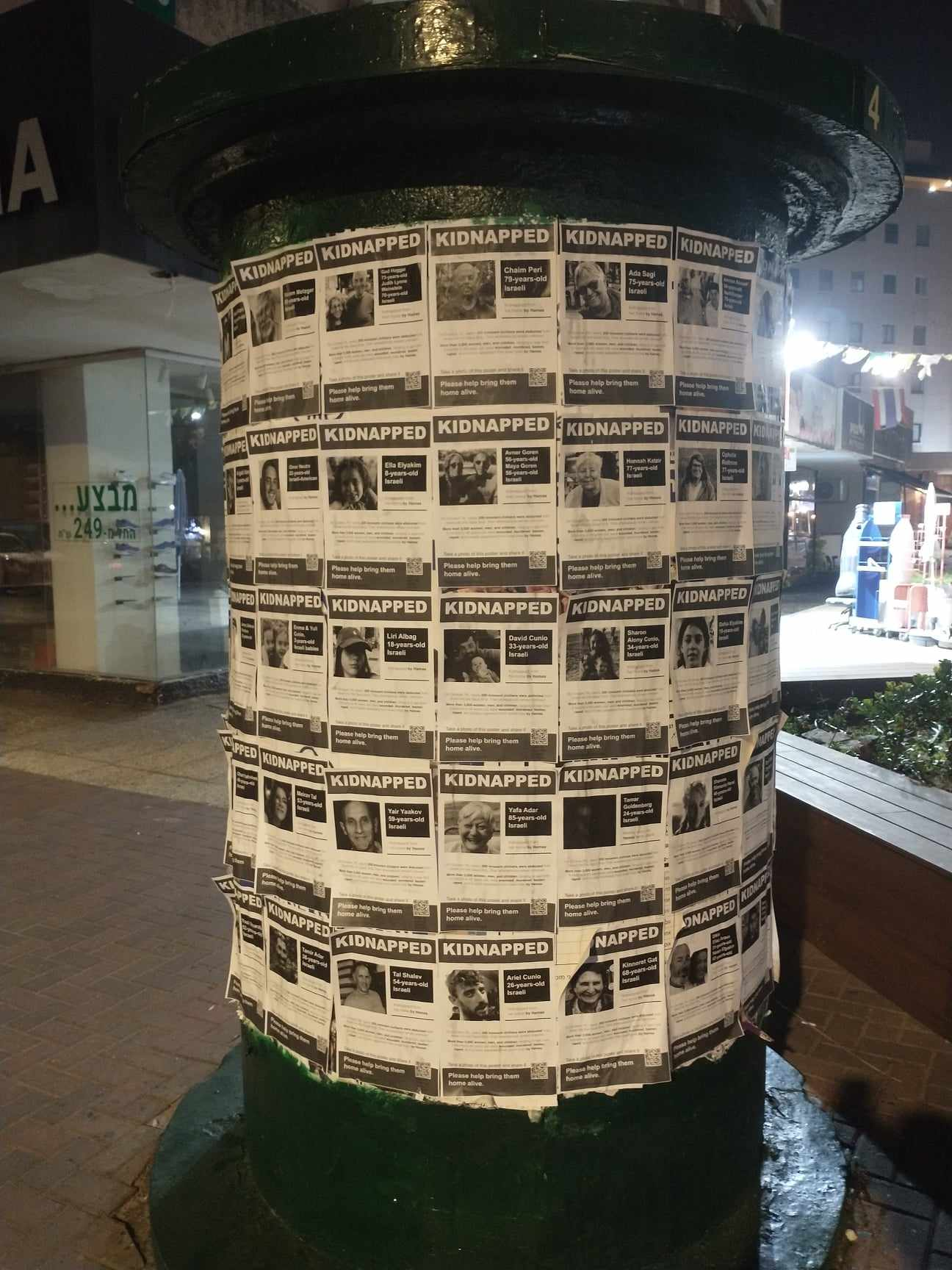
Объявления о похищенных, Раанана

## Заложники с российским гражданством
Среди граждан России получил известность Андрей Козлов из Санкт-Петербурга, который подрабатывал на музыкальном фестивале в Реиме, где ХАМАС устроил самую большую резню в истории Государства Израиль. 73-летняя Ирина Татти, работающая врачом-фтизиатром в детской поликлинике и туберкулёзном диспансере Ростова-на-Дону, вместе со своей дочкой и внуком тоже попала в плен к террористам ХАМАСа. В российской семье Труфановых одного человека убили, а четырёх похитили в неволю во время резни в кибуце Нир-Оз.

## Условия содержания
Одна из врачей, оказывавших помощь группе освобождённых заложников, рассказала с их слов о перенесённых ими условиях содержания, что им не давали лекарств и очень плохо кормили. Террористы избивали захваченных дубинками. Их заточили под землёй и 50 дней не давали мыться — воду выдавали только для питья. В первые дни никто из заложников не мог заснуть. Им было тесно. Они пытались стирать свою одежду, но вещи не высыхали. Все 50 дней они просидели в темноте, а свет давали всего на 2 часа в сутки.

## Насилие сексуального характера
По отношению к заложникам применялось сексуальное насилие. В частности, 17-летняя Агам Гольдштейн-Алмог, чьего отца и старшую сестру боевики ХАМАС ранее убили в Кфар-Азе, свидетельствовала перед Кнессетом о перенесённом ей и другими заложницами насилии сексуального характера, а также о том, как рядом с ней пытали другую заложницу, обвинённую в службе офицером ЦАХАЛ. Американская предпринимательница и филантроп Шерил Сэндберг сняла одночасовой документальный фильм «Крики, а потом — тишина» о сексуальном насилии ХАМАСа.

## Убийства и гибель в заточении
Некоторое число заложников погибло в секторе Газа. По данным The Washington Post, имеющиеся видеозаписи подтверждают, что некоторых пленников казнили после того, как боевики ХАМАС захватили их в плен.
ХАМАС заявил, что около 50 заложников погибли при израильских бомбардировках. ХАМАС также угрожал начать убивать заложников и транслировать казни, если Израиль продолжит удары по Газе, но затем заявил, что передумал.
29 ноября 2023 года ХАМАС заявил, что израильской заложницы Шири Бибас и двоих её детей, 10-месячного Кфира и 4-летнего Ариэля, нет в живых. 20 февраля 2025 года ХАМАС вернул их тела в ходе обменной сделки.
Не менее 12 заложников были казнены ХАМАСом в заточении. Так, 6 заложников (Авраам Мундер, Ягев Бухштаб, Алекс Данциг, Надав Попплевелл, Йорам Мецгер и Хаим Пери), чьи тела были обнаружены 20 августа 2024 года, согласно расследованию ЦАХАЛа, были казнены ХАМАСом. Ещё 6 заложников (Херш Голдберг-Полин, Ори Данино, Эден Йерушалми, Альмог Саруси, Александр Лобанов и Кармель Гат), чьи тела были обнаружены 31 августа 2024 года, были казнены ХАМАСом в туннеле, где они ранее содержались, выстрелами в голову.
3 заложников (Самер Талалька, Йотам Хаим и Алон Шамриз) смогли бежать, но 15 декабря 2023 года были по ошибке застрелены израильскими военными во время боя в Шеджайе, поскольку их приняли за боевиков.
На 7 марта 2025 года по данным Израиля ХАМАС удерживает 24 живых заложника и 35 тел похищенных.

## Освобождение заложников и возврат тел

### Освобождённые до первой сделки
Несколько заложников были освобождены в конце октября.
| Дата            | Освобождённые лица |
| --------------- | --- |
| 20 октября 2023 | ХАМАС освободил 2 заложниц c гражданством США, Джудит и Натали Раанан. |
| 23 октября 2023 | ХАМАС освободил 2 израильских заложниц в возрасте 79 и 85 лет, Нурит Купер и Йохевед Лифшиц, при посредничестве Катара и Египта. Жительницы кибуца Нир-Оз, они были активистками борьбы за мир, помогавшими палестинским пациентам из сектора Газа добираться до больниц в Израиле. |
| 30 октября 2023 | В ходе операции, подробности которой не были раскрыты, израильские военные освободили военнослужащую Ори Магадиш, которая находилась в заложниках у ХАМАС. |

Итого до заключения первой сделки по обмену было освобождено 5 заложников (4 заложника освобождены ХАМАС и 1 заложница освобождена израильской армией).

### Освобождённые в рамках первой сделки
22 ноября правительство Израиля одобрило сделку с ХАМАС по обмену части заложников на палестинских заключённых (женского пола, а также мужского пола в возрасте до 19 лет), осуждённых, подозреваемых или ожидавших суда в связи с преступлениями террористической направленности.
| Дата           | Обменянные лица |
| -------------- | --- |
| 24 ноября 2023 | 13 израильских заложников обменяны на 39 палестинских заключённых; Израилю также были переданы 10 граждан Таиланда и 1 гражданин Филиппин. |
| 25 ноября 2023 | Ещё 13 израильских заложников были обменяны на 39 палестинских заключённых; Израилю также были переданы 4 гражданина Таиланда. |
| 26 ноября 2023 | 14 израильтян (среди них 9 детей) были обменяны на 39 палестинских заключённых; Израилю также были переданы ещё 3 гражданина Таиланда. |
| 27 ноября 2023 | 11 израильтян (9 детей и 2 женщины) были обменяны на 33 палестинских заключённых, а сделка по обмену продлена ещё на 2 дня. |
| 28 ноября 2023 | 10 израильтянок были обменяны на 30 палестинских заключённых, также были отпущены двое граждан Таиланда. |
| 29 ноября 2023 | 10 израильтянок были обменяны на 30 палестинских заключённых, кроме того две израильтянки с российским гражданством были освобождены террористами «вне сделки, сугубо из признательности российскому президенту Путину», также были освобождены ещё четверо граждан Таиланда.                                                  |
| 30 ноября 2023 | 8 гражданских заложников были обменяны на 30 палестинских заключённых, ХАМАС отпустил только 8 заложников вместо планировавшихся 10, поскольку освобождённые днем ранее две израильтянки с российским гражданством перестали ими считаться подарком Путину и были включены в стандартную процедуру обмена по формуле «3 за 1». |

Итого в результате первой обменной сделки были освобождены 105 заложников (81 израильтянин и 24 иностранца) в обмен на 240 палестинских заключённых.

### Освобождённые в рамках израильских операций
После сделки ещё несколько заложников были освобождены армией Израиля.
| Дата            | Освобождённые лица |
| --------------- | --- |
| 12 февраля 2024 | Армия обороны Израиля сообщила об освобождении в ходе спецоперации 2 заложников, которых удерживали в городе Рафах на юге сектора Газа. В результате совместного рейда военных, спецслужбы ШАБАК и полицейских были освобождены 60-летний Фернандо Симон Марман и 70-летний Луис Хар, похищеные боевиками ХАМАС 7 октября 2023 года из кибуца Нир-Ицхак на юге Израиля.             |
| 8 июня 2024     | Объединёнными усилиями ЦАХАЛ, ШАБАК и спецподразделения полиции ЯМАМ были освобождены 4 заложника: Ноа Аргамани (25), Альмог Меир Джан (21), Андрей Козлов (27) и Шломи Зив (40). Они были спасены из двух разных мест в центре Нусейрата. При этом был смертельно ранен офицер пограничной полиции Арнон Змора, шедший первым; в итоге операция была названа его именем — «Арнон». |
| 27 августа 2024 | В ходе операции в секторе Газа ЦАХАЛ освободил из тоннеля ХАМАС в секторе Газа 52-летнего бедуина Фархана аль-Кади, захваченного боевиками 7 октября. |

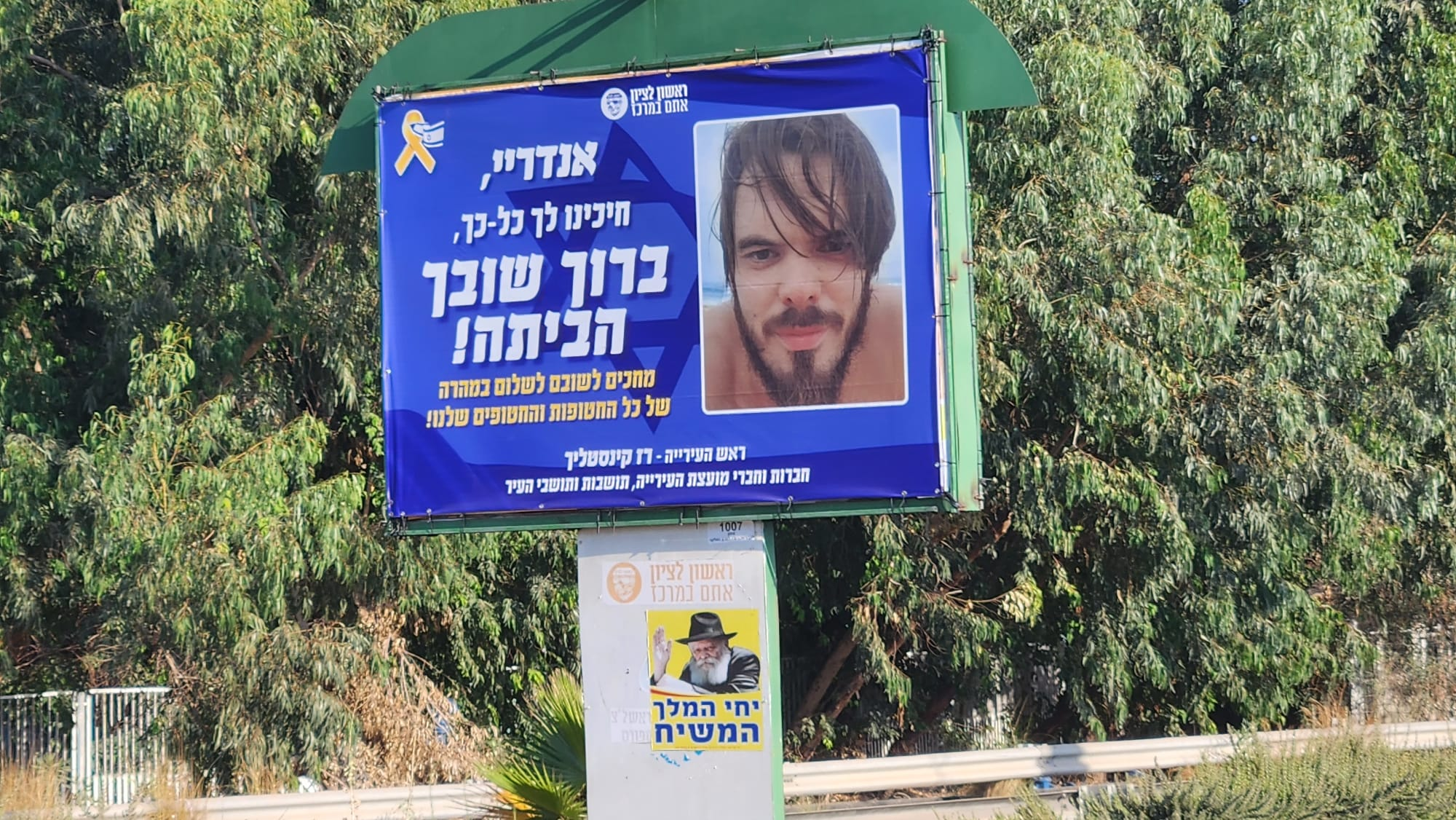
Приветствие освобождённому Андрею Козлову от муниципалитета Ришон-ле-Циона

Всего после первой сделки силами израильской армии в ходе спецопераций были освобождены, таким образом, 7 заложников.

### Возврат тел в рамках израильских операций
Израильским военным удалось обнаружить и вернуть тела части заложников.
| Дата            | Возвращённые тела |
| --------------- | --- |
| 16 ноября 2023  | В одном из зданий рядом с больницей «Шифа» бойцами ЦАХАЛа было найдено тело 64-летней Юдит Вайс, похищенной при нападении на кибуц Беэри. |
| 17 ноября 2023  | В здании, расположенном возле больницы «Шифа», было найдено тело 19-летней Ноа Марчиано. |
| 17 ноября 2023  | Найдено тело 22-летнего студента Клеменса Феликса Мтенги из Танзании, похищенного 7 октября. |
| 12 декабря 2023 | Израильский спецназ отбил у террористов ХАМАСа на севере Газы тела двоих погибших заложников: 27-летней Эден Захария и 36-летнего Зива Дадо. |
| 15 декабря 2023 | В секторе Газа обнаружено тело 28-летнего заложника Элии Толедано. |
| 25 декабря 2023 | Израильская армия нашла тела 5 заложников в одном из туннелей в Газе. |
| 6 апреля 2024   | В ночь на 6 апреля в результате операции в Хан-Юнисе в Израиль было возвращено тело Эльада Кацира, 47-летнего жителя кибуца Нир-Оз, похищенного 7 октября и, по имеющимся данным, позднее убитого террористами «Исламского джихада».                                                                                           |
| 17—18 мая 2024  | Найдены тела 4 заложников: Шани Лук, Амит Бускилы, Ицхака Гелерентера и Рона Биньямина. |
| 24 мая 2024     | В Джебалии (северная часть сектора Газа) найдены тела 3 погибших заложников, опознанных как Ханан Яблонка, Мишель Нисенбаум и Орион Эрнандес. |
| 24 июля 2024    | В ходе операции были обнаружены тела 5 заложников: 51-летнего Равида Каца, 33-летнего Орена Голдина, 56-летней Майи Горен, 19-летнего сержанта Кирилла Бродского, и 20-летнего штаб-сержанта Томера Яакова Ахимаса. |
| 20 августа 2024 | Стало известно об обнаружении и возвращении тел ещё 6 израильских заложников, погибших в секторе Газа. |
| 28 августа 2024 | Было объявлено, что в ходе совместной операции ЦАХАЛа и ШАБАКа предыдущей ночью из сектора Газа в Израиль было доставлено похищенное террористами тело военнослужащего, погибшего в бою 7 октября. |
| 31 августа 2024 | Были найдены тела 6 заложников, похищенных террористами: Кармель Гат (39 лет, Беэри), Эден Иерушалми (24 года, Тель-Авив), Херш Гольдберг-Полин (23 года, Иерусалим, гражданин Израиля и США), Алекс Лобанов (32 года, Ашкелон, гражданин Израиля и России), Альмог Саруси (26 лет, Раанана), Ори Данино (24 года, Иерусалим). |
| 1-7 июня 2025   | Были найдены тела 3 заложников, похищенных террористами. Гад Хагай и Джуди Вайнштейн были убиты в кибуце Нир-Оз 7 октября 2023 года, а их тела были похищены в Газу. Гражданин Таиланда Натафонг Пинта был похищен живым из Нир-Оза 7 октября и убит в первые месяцы своего плена.                                             |
| 11 июня 2025    | Были найдены тела 2 заложников, похищенных террористами из Нир-Оза — Яира Яакова и ещё одного заложника, имя которого пока не опубликовано. |

Итого, на 11 июня 2025 года, были обнаружены и возвращены тела 42 погибших заложников.

### Освобождённые в рамках второй сделки
В рамках второй сделки между Израилем и ХАМАС, заключённой 15 января 2025 года, начался обмен израильских заложников на палестинских заключённых.
| Дата              | Обменянные лица                                                                                            |
| ----------------- | --- |
| 19—20 января 2025 | 19 января ХАМАС освободил 3 израильских заложниц. 20 января Израиль освободил 90 палестинских заключённых. |
| 25 января 2025    | ХАМАС освободил 4 израильских заложниц. Израиль освободил 200 палестинских заключённых.                    |
| 30 января 2025    | ХАМАС освободил 3 израильских и 5 тайских заложников. Израиль освободил 110 палестинских заключённых.      |
| 1 февраля 2025    | ХАМАС освободил 3 израильских заложников. Израиль освободил 183 палестинских заключённых.                  |
| 8 февраля 2025    | ХАМАС освободил ещё 3 израильских заложников. Израиль освободил 183 палестинских заключённых.              |
| 15 февраля 2025   | ХАМАС освободил ещё 3 израильских заложников. Израиль освободил 369 палестинских заключённых.              |
| 22 февраля 2025   | ХАМАС освободил ещё 6 израильских заложников. Израиль освободил 642 палестинских заключённых.              |

Итого, на 23 февраля 2025 года, в рамках второй сделки между Израилем и ХАМАС, заключённой 15 января 2025 года, было освобождено 25 израильских и 5 тайских заложников.

## Реакция
8 октября семьи похищенных и пропавших без вести провели пресс-конференцию и потребовали от правительства начать диалог с семьями и провести операцию по возвращению пропавших домой, назначить лицо, ответственное за постоянную связь с семьями, незамедлительно вовлечь президента Турции Эрдогана, наследного принца Саудовской Аравии Мухаммеда бин Салмана и президента Египта Ас-Сиси в процесс освобождения заложников. Правительство назначило Галя Хирша ответственным по этому вопросу.
Мансур Аббас, председатель партии израильских арабов РААМ, заявил, что он «призывает руководство всех палестинских фракций продемонстрировать гуманную моральную позицию, отражающую ценности ислама, и немедленно освободить всех похищенных, заложников и пленных».